# Alisa Seleznёva
Alisa Igorevna Seleznёva (in russo Алиса И́горевна Селезнёва?, IPA: [ɐlʲˈisə ˈiɡərʲɪvnə sʲɪlʲɪˈzʲnʲɵvə]) è la protagonista della serie di libri fantasy per bambini ideata da Kir Bulyčëv «Le avventure di Alisa» e dei loro adattamenti cinematografici quali: «Il mistero del terzo pianeta», «Un ospite dal futuro» e «Alisa sa cosa fare!». Alisa è una giovane ragazza che vive a Mosca durante la fine del Ventunesimo secolo.

## Genesi del personaggio
La prima apparizione di Alisa in un libro risale al 1965, quando l’almanacco “Un Mondo di Avventure” pubblicò “La ragazza a cui nulla accade”, titolo generico per la prima raccolta di storie che la vedevano protagonista.
Il personaggio porta il nome reale della figlia dello scrittore, Alisa Igorevna Možejko, e i suoi genitori sono, rispettivamente, i nomi dello stesso Bulyčëv, Igor, e di sua moglie Kira (da cui è nato poi lo pseudonimo letterario dello scrittore). Il personaggio della madre di Alisa ha anche ricevuto la professione svolta realmente da Kira Sošinskaja, l’architetto. Tuttavia, né aspetto né carattere, secondo l'autore, corrispondono a quelli della sua reale figlia.
Le avventure di Alisa Seleznёva ebbero un successo tale da essere stati tradotti in dozzine di lingue straniere. Oltre a questi, sono stati prodotti anche due cartoni animati sovietici e due russi, tre film sovietici e un certo numero di lungometraggi stranieri dedicati alle sue avventure. Il picco della popolarità e della fama del personaggio arrivò nella seconda metà degli anni '80, dopo l'uscita del telefilm "Un ospite dal futuro".

## Rappresentazione del personaggio
Alisa è una giovane studentessa che vive nella futuristica Mosca alla fine del Ventunesimo secolo. L'aspetto di Alisa viene descritto così: è una giovane dai capelli biondi, di statura alta e corporatura atletica, solitamente vestita con pantaloncini e maglietta o salopette. Riguardo l’età anagrafica del personaggio, si notano delle incongruenze. Nella maggior parte dei libri, la sua età rimane intorno ai 12 anni, si dice che frequenta la scuola media e che è membro del Circolo dei Giovani Naturalisti. Tuttavia, secondo il libro "Il viaggio di Alisa" (pubblicato anche con il titolo di "Ragazza dal Pianeta Terra"), Alisa frequenta la seconda media, mentre nel libro "Cento anni avanti" Alisa racconta a Julja Gribkova, studentessa della fine del Ventesimo secolo, che ai suoi tempi le scuole "non avevano né classi né lettere", ma si veniva raggruppati solo per “interessi comuni” (nel film "Un ospite dal futuro", basato su questa storia, al contrario, Alisa dice di frequentare la prima media).
Da sola o in compagnia del padre o di amici, Alisa ha visitato pianeti lontani, si è addentrata nelle profondità della Terra ed è persino arrivata nella leggendaria isola di Atlantide. Inoltre, è riuscita a viaggiare nel tempo vivendo sia nel lontano passato (ad esempio durante "l'era delle leggende" risalente a 26.000 anni fa) che nel Ventesimo secolo (1976).
Alisa è figlia unica. Suo padre, a cui Alisa è particolarmente legata, è Igor Seleznёv, un noto professore di zoologia e direttore del futuristico zoo di Mosca: il Kosmozoo. È autore di molte pubblicazioni (ad esempio del libro "Animali dei pianeti lontani"), e collaboratore regolare della rivista galattica "Bollettino Cosmologico". Sua madre, Kira Seleznёva, è un noto architetto del Sistema Solare. Famosa per la costruzione dello stadio Nukus e del centro culturale sull'asteroide Pallade.
Alisa ha un carattere impulsivo, energico e avventuroso. Sorprende costantemente gli adulti con la sua spontaneità infantile, la sua intraprendenza e il suo coraggio. Spesso le sue stravaganti supposizioni si rivelano più vere delle ipotesi proposte dagli scienziati adulti. Al contrario, in compagnia dei suoi coetanei, specialmente con Paška Geraskin, Alisa gioca spesso il ruolo di persona scettica, dal carattere mite e tranquillo. Alisa è onesta, sicura che "se è possibile non mentire, è meglio non mentire", tuttavia considera lecito essere scaltri verso genitori o altri adulti se c'è ragione di pensare che questi possano interferire con la realizzazione di un piano a causa della loro eccessiva preoccupazione per il benessere e la sicurezza dei bambini.

### Data di nascita di Alisa
Lo studioso Andrej Busygin, si occupò di analizzare tutti i romanzi e le storie di Alisa al fine stimare una data di nascita del personaggio. Di seguito una cronologia approssimativa delle sue avventure:
1. La ragazza a cui nulla accade: 2083 - 2086
2. Riserva naturale fiabesca: primavera 2087
3. Kozlik Ivan Invanovič: primavera 2087
4. Il viaggio di Alisa: estate 2088
5. Ripetente: autunno 2088 - primavera 2089
6. L'isola del tenente arrugginito: giugno 2089
7. Il compleanno di Alisa: autunno 2089
8. La sfera lilla: inverno 2089 - 2090
9. Prigionieri di un asteroide: luglio 2090
10. Un milione di avventure: primavera - estate 2091
11. Cento anni avanti: aprile 2091
12. Prigionieri dello «Jamagiri-Maru»: primavera 2092
13. La fine di Atlantide: primavera 2092
14. Gaj-Do: luglio 2092
15. La città senza memoria: agosto 2092
16. Alisa e i crociati: settembre 2092

Secondo questa cronologia, l'anno di nascita di Alisa sarebbe tra il 2079 e il 2080.

## Alisa agli occhi degli artisti
La più conosciuta realizzazione grafica di Alisa Seleznёva è la versione di Evgenij Migunov, sebbene presenti delle differenze rispetto all'originale. Da una ragazza bionda dai capelli corti in una tuta rossa, Alisa si trasformò in una ragazza bassa e dai capelli castani. Bulyčëv ha ripetutamente affermato di immaginare ormai Alisa solo nella versione di Migunov e ha nominato l'artista come suo co-autore.
Il disegno ideato da Migunov divenne una sorta di modello, al quale molti altri artisti si ispirarono. Influenzò anche la versione dell’illustratrice Natal’ja Orlova nel cartone animato diretto da Roman Kačanov "Il mistero del terzo pianeta" che rappresenta la prima apparizione cinematografica di Alisa. Natal’ja Orlova si servì sia di sua figlia di sette anni, Ekaterina Semёnova, per il prototipo di Alisa, sia di suo marito Tengiz Semёnov per il prototipo del Capitan Zelёnyj.
Nel 2009 è uscito il cartone animato "Il compleanno di Alisa", il cui ruolo è stato doppiato da Jasja Nikolaeva. All’interno del cartone è presente una partecipazione speciale: Nataša Guseva, che ha interpretato il ruolo di Alisa Seleznёva in "Un ospite dal futuro", vi ha fatto un cameo come capitano dell'astronave. La protagonista è stata rappresentata in modo simile al cartone animato "Il mistero del terzo pianeta".
Alla fine di aprile 2011 è stato diffuso un teaser per la serie animata "Alisa sa cosa fare!", creato dalla società di produzione russa Bazelevs. La serie ha debuttato il 16 novembre 2013 sulla rete televisiva STS e tre mesi dopo, il 3 febbraio 2014, sulla rete Karusel’. È il primo adattamento cinematografico su Alisa in cui molti episodi della serie sono originali e non basati sui libri di Bulyčëv, rappresenta anche il primo adattamento realizzato in computer grafica.

## Alisa nei film
Nei telefilm "Un ospite dal futuro" e "La sfera lilla" di Pavel Arsenov il ruolo di Alisa è stato interpretato da Nataša Guseva. L'immagine dell'eroina in questi adattamenti si allontana di gran lunga da quelle ideate da Migunov e Kačanov, sia nell'aspetto che nel carattere. Alisa in questi film è rappresentata come ragazza fiduciosa, sincera e aperta, con un caschetto castano, grandi occhi e uno sguardo affettuoso. In "Un ospite dal futuro" invece indossa un abitino rosso senza maniche, con un colletto bianco e con la schiena scoperta. Nelle rappresentazioni ambientate nel Ventesimo secolo invece indossa l’uniforme scolastica sovietica (abito marrone con grembiule nero) e i simboli dei pionieri.
Nel film "L'isola del generale arrugginito", il ruolo di Alisa è stato interpretato da Katja Prižbiljak. La sua Alisa è una ragazza magra e fragile con occhi grigi e lunghi capelli biondo scuro raccolti in una coda di cavallo, rappresenta la versione più lontana dalle illustrazioni di Migunov.
Nel giugno 2008 è stato annunciato l'inizio delle riprese di un nuovo film su Alisa Seleznёva: "Le avventure di Alisa Seleznёva. Prigionieri dei Tre Pianeti", in cui il ruolo di Alisa doveva essere interpretato da Dar’ja Mel’nikova, ma da allora il progetto è stato congelato. Tuttavia, Dar’ja ha continuato ad essere legata al personaggio, difatti è sua la voce di Alisa nella serie animata “Alisa sa cosa fare!”.
Il 19 maggio 2021 si è svolto a Mosca l’incontro annuale della Fondazione per il Cinema russo in cui è stata presentata una proposta per la creazione del film di "Cento anni avanti".

## Riconoscimenti
- L’annuale premio letterario «Alisa» è stato istituito in onore di Alisa Seleznёva. Fino al 2003 è stato presentato da Bulyčëv in persona.
- Gli alberi che si trovano nel Viale Alisa Seleznёva a Mosca sono stati piantati da alcuni appassionati del film "Un ospite dal futuro".

## Filmografia
- «Il mistero del terzo pianeta[2]» (1981): cartone animato (voce di Alisa: Ol'ga Gromova).«Un ospite dal futuro» (1984) nel ruolo di Alisa: Nataša Guseva.
- «La sfera lilla» (1987) nel ruolo di Alisa: Nataša Guseva.
- «L'isola del generale arrugginito» (1988) nel ruolo di Alisa Katja Prižbiljak.
- Prigionieri dello «Jamagiri-Maru» (1990): cartone animato di marionette (voce di Alisa: Tat'jana Aksjuta).
- «Záhada tří kapitánů» («Il mistero dei tre capitani») (1990): serie televisiva cecoslovacca (nel ruolo di Alisa Klára Jandová).
- «Dziewczynka, której nigdy nie zdarzy się nic złego» («La ragazza a cui nulla accade») (1994) lungometraggio polacco (nel ruolo di Alisa: Jagoda Stach).
- «Il compleanno di Alisa» (2009): lungometraggio di animazione (voce di Alisa: Jaroslava Nikolaeva).
- «Le avventure di Alisa Seleznёva. Prigionieri dei Tre Pianeti» incompiuto, nel ruolo di Alisa: Dar’ja Mel’nikova.
- «Alisa sa cosa fare!» (2013): serie animata sulle avventure di Alisa, basata sul lavoro di Kir Bulyčëv «Il viaggio di Alisa».

## Giochi per il computer
- «Il mistero del terzo pianeta» (2003): videogioco a piattaforme.
- «Il viaggio di Alisa» (sviluppato da Step Creative Group, 2005): videogioco d'avventura.
- «Alisa e il drago dallo spazio» (2006): videogioco d'avventura.
- «Il mistero del terzo pianeta. Alisa e la sfera lilla» (2009): videogioco d'avventura.